# Hugo von Lupin

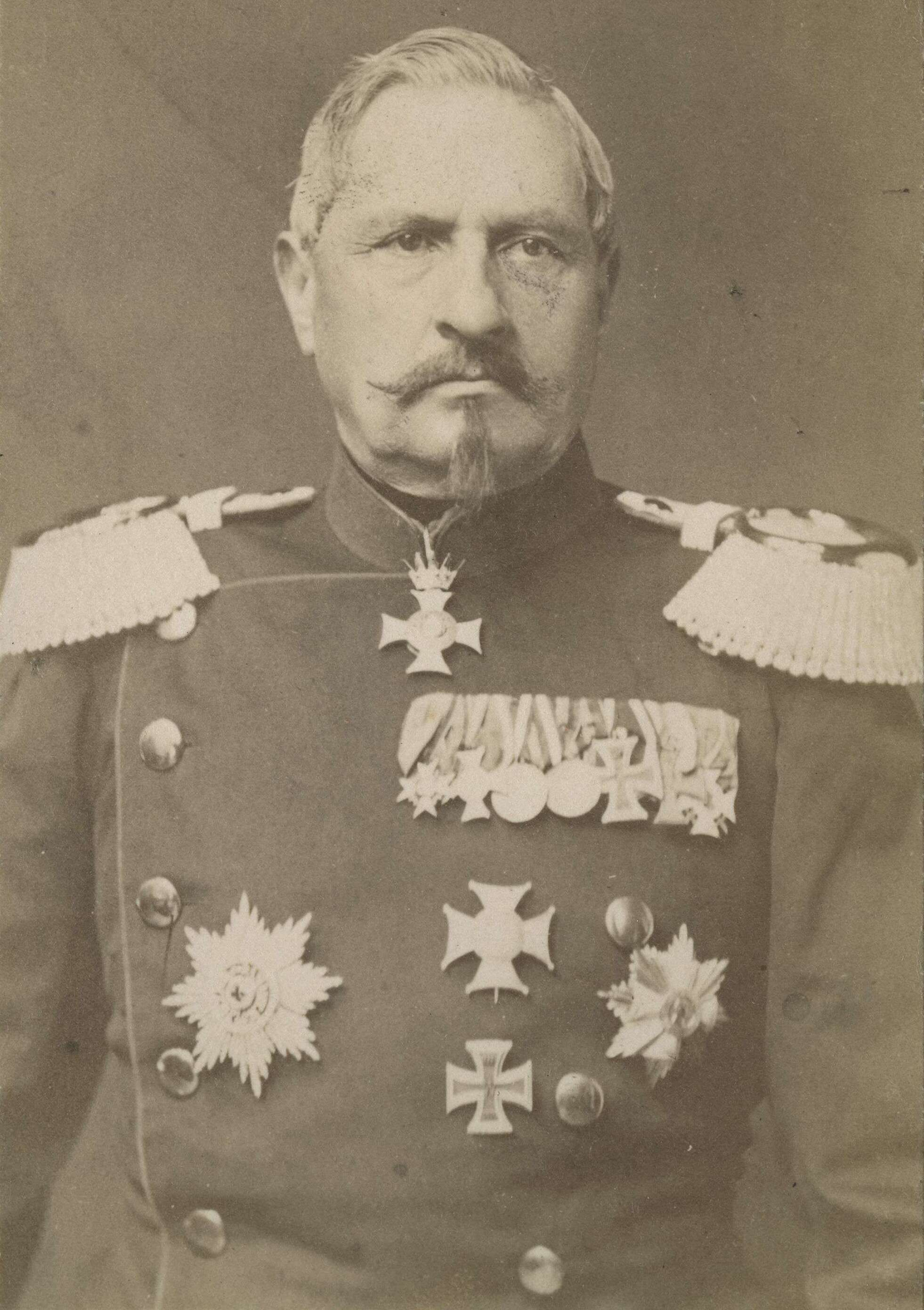
Generalleutnant Hugo von Lupin (1829–1902)

Hugo Freiherr von Lupin (* 26. Juli 1829 in Illerfeld; † 11. Mai 1902 in Stuttgart) war ein württembergischer Generalleutnant und Kommandant von Stuttgart.

## Leben

### Herkunft
Hugo wurde auf dem elterlichen Schloss Illerfeld bei Memmingen geboren und war ein Sohn des bayerischen Oberbergrates Friedrich von Lupin (1771–1845) und dessen zweiter Ehefrau Juliane, geborene von Wachter (1790–1857).

### Militärkarriere
Nach dem Besuch der Gymnasien in Augsburg und Kempten trat Lupin am 12. Oktober 1846 in die Offizierbildungsanstalt der Württembergischen Armee in Ludwigsburg ein. Er avancierte am 15. Oktober 1849 mit Patent vom 8. April 1849 im 3. Infanterie-Regiment zum Leutnant und stieg bis Mitte Oktober 1865 zum Hauptmann und Kompaniechef auf. In dieser Eigenschaft führte er die 7. Kompanie im Krieg gegen Preußen im Gefecht bei Tauberbischofsheim. Nach dem Krieg war Lupin von März bis Juni 1868 zu Ausbildungszwecken zum Garde-Füsilier-Regiment der Preußischen Armee nach Berlin kommandiert. An der Spitze seiner Kompanie nahm er 1870/71 während des Krieges gegen Frankreich an den Kämpfen bei Wörth, Sedan und Nogent-sur-Seine sowie der Einschließung und Belagerung von Paris teil.
Ausgezeichnet mit dem Eisernen Kreuz II. Klasse wurde Lupin nach dem Friedensschluss durch die Militärkonvention in den Verbund der Preußischen Armee übernommen und unter Beförderung zum Major als Bataillonskommandeur am 27. November 1871 in das 7. Württembergische Infanterie-Regiment versetzt. In dieser Stellung verlieh ihm König Karl am 1. Dezember 1873 das Ritterkreuz des Militärverdienstordens. Unter Stellung à la suite beauftragte man Lupin am 4. März 1876 zunächst mit der Führung des Infanterie-Regiments (3. Württembergisches) Nr. 121 und ernannte ihn am 22. September 1876 zum Regimentskommandeur. Bis Ende September 1881 stieg er zum Oberst auf, wurde am 21. Juli 1885 unter Stellung à la suite seines Regiments mit der Führung der 51. Infanterie-Brigade (1. Königlich Württembergische) in Stuttgart beauftragt und am 29. Januar 1886 zum Kommandeur dieses Großverbandes ernannt. Nachdem man ihn am 10. September 1886 zum Generalmajor befördert hatte, übergab er das Kommando der Brigade am 12. Juli 1888 an Max Schott von Schottenstein. Lupin wurde daraufhin zum Kommandanten von Stuttgart und zum Vorstand des Oberrekrutierungsrates ernannt. Er erhielt am 31. Oktober 1888 den Charakter als Generalleutnant. Unter Verleihung eines Patents seines Dienstgrades vom 25. Juni 1889 wurde Lupin in Genehmigung seines Abschiedsgesuches am 8. Dezember 1890 mit Pension zur Disposition gestellt. König Karl würdigte ihn aus diesem Anlass mit dem Komturkreuz I. Klasse des Friedrichs-Ordens.

### Familie
Lupin verheiratete sich am 5. Juni 1860 in Stuttgart mit Karoline Veiel (1841–1917). Aus der Ehe gingen folgende Kinder hervor:
- Arthur (1861–1920), württembergischer Generalleutnant
- Kurt (1867–1938), deutscher Generalmajor
- Elisabeth (1869–1945) ⚭ 1909 Wilhelm Sommer († 1937), kaiserlicher Ministerialrat
- Selma (1878–1950) ⚭ 1905 Karl von Ellrichshausen, württembergischer Oberstleutnant
- Meta (* 1879)